# ديفيد ووكر (سياسي)
ديفيد ووكر (بالإنجليزية: David Walker)‏ هو سياسي أمريكي، ولد في 13 أبريل 1763 في الولايات المتحدة، وتوفي في 1 مارس 1820 بواشنطن العاصمة في الولايات المتحدة. حزبياً، نشط في الحزب الجمهوري الديمقراطي. انتخب عضو مجلس النواب الأمريكي.